# Associação Social e Esportiva Sada 2021-2022
Questa voce raccoglie le informazioni riguardanti l'Associação Social e Esportiva Sada nella stagione 2021-2022.

## Stagione
L'Associação Social e Esportiva Sada utilizza la denominazione sponsorizzata Sada Cruzeiro Vôlei nella stagione 2021-22.
Partecipa alla Superliga Série A, chiudendo la regular season al secondo posto: ai play-off scudetto si sbarazza dell'Amigos do Vôlei e del Sesi, prima di conquistare il suo settimo scudetto nella finale contro il Minas.
Nelle altre competizioni nazionale esce di scena durante le semifinali di Coppa del Brasile, estromesso dal BVC; si aggiudica invece la quarta Supercoppa brasiliana della propria storia ai danni della Funvic.
In ambito locale conquista il suo undicesimo Campionato Mineiro contro il Minas. 
A livello internazionale viene scelto come club organizzatore del campionato mondiale per club, laureandosi per la quarta volta campione del mondo dopo aver sconfitto in finale la Lube; in seguito organizza anche il campionato sudamericano per club, ottenendo l'ottavo titolo continentale nella finale contro il solito Minas.

## Organigramma societario
Area direttiva
- Presidente: Vitório Medioli

Area tecnica
- Allenatore: Filipe Ferraz
- Assistente allenatore: Humberto Martelete
- Preparatore atletico: Fabio Correia

Area sanitaria
- Fisioterapista: Alysson Zuin

## Rosa
| N° | Nome                | Ruolo | Data di nascita  | Nazionalità sportiva |
| -- | ------------------- | ----- | ---------------- | -------------------- |
| 1  | Welinton Oppenkoski | O     | 28 marzo 2000    | Brasile              |
| 2  | Matias Provensi     | S     | 26 marzo 2001    | Brasile              |
| 3  | Lucas de Deus       | L     | 26 gennaio 1987  | Brasile              |
| 4  | Otávio Pinto        | C     | 27 febbraio 1991 | Brasile              |
| 5  | Lucas Lóh           | S     | 18 gennaio 1991  | Brasile              |
| 6  | Guilherme Rech      | C     | 5 gennaio 2001   | Brasile              |
| 7  | Maicon dos Santos   | S     | 27 aprile 2004   | Brasile              |
| 8  | Wallace de Souza    | O     | 26 giugno 1987   | Brasile              |
| 9  | Guilherme Santana   | S     | 27 gennaio 2002  | Brasile              |
| 10 | Cledenílson Batista | C     | 9 giugno 1998    | Brasile              |
| 11 | Rodrigo Leão        | S     | 5 giugno 1996    | Brasile              |
| 12 | Isac Santos         | C     | 13 dicembre 1990 | Brasile              |
| 13 | Marcos da Silva     | S     | 13 febbraio 2003 | Brasile              |
| 14 | Fernando Kreling    | P     | 13 gennaio 1996  | Brasile              |
| 15 | Pedro Sousa         | P     | 20 maggio 2004   | Brasile              |
| 16 | Lucas Bauer         | L     | 20 ottobre 1999  | Brasile              |
| 17 | Rhendrick Rosa      | P     | 11 febbraio 1999 | Brasile              |
| 18 | Alejandro González  | C     | 12 marzo 2003    | Cuba                 |
| 19 | Miguel Ángel López  | S     | 25 marzo 1997    | Cuba                 |
| 20 | Pietro Santos       | C     | 18 giugno 2001   | Brasile              |
| 21 | Moisés de Souza     | P     | 16 dicembre 2002 | Brasile              |
| 22 | Carlos de Castro    | S     | 27 febbraio 2004 | Brasile              |

## Statistiche

### Statistiche di squadra
| Competizione            | Punti | In casa | In casa | In casa | In trasferta | In trasferta | In trasferta | Totale | Totale | Totale |
| Competizione            | Punti | G       | V       | P       | G            | V            | P            | G      | V      | P      |
| ----------------------- | ----- | ------- | ------- | ------- | ------------ | ------------ | ------------ | ------ | ------ | ------ |
| Superliga Série A       | 59    | 14      | 13      | 1       | 15           | 13           | 2            | 29     | 26     | 3      |
| Coppa del Brasile       | -     | 1       | 1       | 0       | 0            | 0            | 0            | 2      | 1      | 1      |
| Supercoppa brasiliana   | -     | -       | -       | -       | -            | -            | -            | 1      | 1      | 0      |
| Campionato sudamericano | 6     | -       | -       | -       | -            | -            | -            | 4      | 4      | 0      |
| Campionato mondiale     | 6     | -       | -       | -       | -            | -            | -            | 4      | 4      | 0      |
| Totale                  | -     | 15      | 14      | 1       | 14           | 12           | 2            | 40     | 36     | 4      |

### Statistiche dei giocatori
| Giocatore     | Superliga Série A | Superliga Série A | Superliga Série A | Superliga Série A | Superliga Série A | Campionato mondiale | Campionato mondiale | Campionato mondiale | Campionato mondiale | Campionato mondiale |
| Giocatore     | P                 | PT                | AV                | MV                | BV                | P                   | PT                  | AV                  | MV                  | BV                  |
| ------------- | ----------------- | ----------------- | ----------------- | ----------------- | ----------------- | ------------------- | ------------------- | ------------------- | ------------------- | ------------------- |
| C. Batista    | 16                | 60                | 33                | 21                | 6                 | 2                   | 0                   | 0                   | 0                   | 0                   |
| L. Bauer      | 11                | 1                 | 0                 | 1                 | 0                 | 0                   | 0                   | 0                   | 0                   | 0                   |
| M. da Silva   | 0                 | 0                 | 0                 | 0                 | 0                 | -                   | -                   | -                   | -                   | -                   |
| C. de Castro  | 0                 | 0                 | 0                 | 0                 | 0                 | -                   | -                   | -                   | -                   | -                   |
| L. de Deus    | 27                | 0                 | 0                 | 0                 | 0                 | 4                   | 0                   | 0                   | 0                   | 0                   |
| M. de Souza   | -                 | -                 | -                 | -                 | -                 | -                   | -                   | -                   | -                   | -                   |
| W. de Souza   | 29                | 389               | 339               | 26                | 24                | 4                   | 51                  | 43                  | 5                   | 3                   |
| M. dos Santos | -                 | -                 | -                 | -                 | -                 | -                   | -                   | -                   | -                   | -                   |
| A. González   | -                 | -                 | -                 | -                 | -                 | -                   | -                   | -                   | -                   | -                   |
| F. Kreling    | 29                | 30                | 12                | 6                 | 12                | 4                   | 2                   | 1                   | 1                   | 0                   |
| R. Leão       | 24                | 239               | 194               | 28                | 8                 | 4                   | 38                  | 27                  | 3                   | 8                   |
| L. Lóh        | 13                | 95                | 90                | 4                 | 1                 | 4                   | 0                   | 0                   | 0                   | 0                   |
| M.Á. López    | 27                | 383               | 307               | 28                | 48                | 4                   | 59                  | 51                  | 4                   | 4                   |
| W. Oppenkoski | 23                | 64                | 55                | 8                 | 1                 | 1                   | 0                   | 0                   | 0                   | 0                   |
| O. Pinto      | 24                | 176               | 123               | 39                | 14                | 4                   | 32                  | 18                  | 12                  | 2                   |
| M. Provensi   | 2                 | 18                | 12                | 1                 | 5                 | 0                   | 0                   | 0                   | 0                   | 0                   |
| G. Rech       | 16                | 0                 | 0                 | 0                 | 0                 | 1                   | 0                   | 0                   | 0                   | 0                   |
| R. Rosa       | 25                | 8                 | 3                 | 1                 | 4                 | 1                   | 0                   | 0                   | 0                   | 0                   |
| G. Santana    | 0                 | 0                 | 0                 | 0                 | 0                 | -                   | -                   | -                   | -                   | -                   |
| I. Santos     | 29                | 236               | 178               | 43                | 15                | 4                   | 28                  | 20                  | 6                   | 2                   |
| P. Santos     | -                 | -                 | -                 | -                 | -                 | -                   | -                   | -                   | -                   | -                   |
| P. Sousa      | 0                 | 0                 | 0                 | 0                 | 0                 | -                   | -                   | -                   | -                   | -                   |

P = presenze; PT = punti totali; AV = attacchi vincenti; MV = muri vincenti; BV = battute vincenti

NB: Non sono disponibili i dati relativi alla Coppa del Brasile, alla Supercoppa brasiliana, al campionato sudamericano e, di conseguenza, quelli totali.